# ماهاوالا
ماهاوالا (به لاتین: Mahawala) یک منطقهٔ مسکونی در سری‌لانکا است که در استان مرکزی (سری‌لانکا) واقع شده‌است.